# Fredrik Gärdeman
Fredrik Gärdeman, född 23 maj 1968 i Linköping, är en svensk före detta fotbollsspelare.
Gärdemans moderklubb är IF Saab.
I november 2002 tog han över som tränare i Linköpings FF.